# Laminacauda monticola
Laminacauda monticola là một loài nhện trong họ Linyphiidae.
Loài này thuộc chi Laminacauda. Laminacauda monticola được Alfred Frank Millidge miêu tả năm 1985.